# 16 novembre 1976
Le mardi 16 novembre 1976 est le 321e jour de l'année 1976.

## Naissances
- Chelsea Blue, actrice américaine
- Dan Black, artiste pop anglais
- Daniel Rijaard, footballeur néerlandais
- Demore Barnes, acteur canadien
- Estíbaliz Gabilondo, actrice espagnole
- Fabio Malberti, cycliste italien
- Harry Waters, pianiste britannique
- Hiroyuki Nishimura, fondateur et ancien administrateur du site 2channel
- Juha Pasoja, joueur de football finlandais
- Kaltouma Nadjina, athlète tchadienne
- Kazuhiro Suzuki, joueur de football japonais
- Khaled Tamoura, footballeur algérien
- Lavie Tidhar, écrivain israélien
- Mélanie Biémont, joueuse de kayak-polo internationale française
- Maikel Cardona, joueur de volley-ball italo-cubain
- Marc Martel, musicien canadien
- Mario Barravecchia, chanteur italien
- Marlon James, joueur de football saint-vincentais
- Martijn Zuijdweg, nageur néerlandais
- Salina Kosgei, athlète kényane
- Stéphanie Morel, footballeur français

## Décès
- Antonio Arrue (né le 26 mars 1903), personnalité politique espagnole
- Marie Frommer (née le 17 mars 1890), architecte allemande
- Robert L. Lippert (né le 31 mars 1909), producteur de cinéma américain

## Événements
- Sortie du film britannico-américain L'Île du maître
- Sortie du film allemand Roulette chinoise